# خورخي دياز (لاعب كرة قدم)
خورخي دياز (بالإسبانية: Jorge Díaz) هو لاعب كرة قدم مكسيكي، ولد في 27 يوليو 1998 في Benito Juárez Municipality, Quintana Roo ‏ في المكسيك. لعب مع كلوب ليون.